# Terra Nostra (novela)
Terra nostra es la novela más extensa y compleja del escritor mexicano Carlos Fuentes, aparecida en 1975. Ganadora del premio Rómulo Gallegos en 1977 es, sin duda, uno de los títulos fundamentales de la narrativa hispánica contemporánea, considerada por algunos críticos como la mejor novela de Fuentes. En ella el escritor hace un complejo recorrido por diferentes tiempos y espacios rastreando los sustratos que formaron la cultura hispánica a través del tiempo. En la novela confluyen historia y literatura, filosofía y mito, un complejo mosaico de referencias culturales de todo tipo, que se funden en una vasta novela que es, sin duda, un hito en la literatura en español de todos los tiempos. 
Terra nostra es un vasto viaje por el tiempo que se remonta a la España de los Reyes Católicos para develar el ejercicio del poder trasplantado a las colonias; el de Felipe II, el absolutismo español de los Austrias, el mecanismo y las estructuras verticales del poder en la América española, en definitiva. Y es, también, un texto que somete a crítica la noción misma de relato. En la historia de la novela representa un caso límite: epifanía y fundación.
| Predecesor                                     | Premios de Terra Nostra       | Sucesor                                 |
| ---------------------------------------------- | ----------------------------- | --------------------------------------- |
| Cien años de soledad de Gabriel García Márquez | Premio Rómulo Gallegos (1977) | Palinuro de México de Fernando del Paso |

- Datos: Q209632